# Vorstendom Reuss jongere linie

Het vorstendom ten opzichte van het voormalige Duitse rijk.

Reuss jongere linie (ook wel Reuss-Schleiz-Gera, Duits Reuß jüngere Linie) was een vorstendom in het oosten van de huidige Duitse deelstaat Thüringen dat bestond van 1848 tot 1919 en werd tot 1918 geregeerd door de gelijknamige tak uit het huis Reuss. Daarna was het een volksstaat. De hoofdstad was Gera.

## Geschiedenis

### Ontstaan
Het vorstendom ontstond toen in 1848 alle gebieden die werden bestuurd door verschillende takken van de jongere linie van het Huis Reuss in één staat werden verenigd. Met Hendrik XXX was in 1802 de tak Reuss-Gera uitgestorven. De andere takken van de jongere linie, Reuss-Schleiz, Reuss-Lobenstein en Reuss-Ebersdorf regeerden Gera en Saalburg hierna gezamenlijk, waarbij ze respectievelijk 50%, 25% en 25% van de inkomsten ontvingen. In 1824 stierf met Hendrik LIV ook de tak Reuss-Lobenstein uit. Hun territorium kwam toe aan de tak Reuss-Ebersdorf en werd Reuss-Lobenstein-Ebersdorf. De laatste regerende vorst uit die tak, Hendrik LXXII, deed op 1 oktober 1848 afstand ten gunste van Hendrik LXII van Reuss-Schleiz, de enig overgebleven tak van Reuss jongere linie. Sindsdien staat het gebied bekend als het vorstendom Reuss jongere linie, maar werd vanwege de twee gebieden waaruit de staat bestond ook wel Reuss-Schleiz-Gera genoemd.

### Eenheidsstaat
Reuss j.l. was evenals zijn voorgangers lid van de Duitse Bond en van de Zollverein. Reeds een dag na de vereniging was een constituerende landdag bijeengekomen die besloot tot de grond- en kieswet van 1849 en de gemeentewet van 1851. De eerste constitutionele landdag van dat jaar voerde een nieuwe kieswet in met indirecte verkiezingen en indeling naar stand. De voornamelijk uit bossen bestaande domeinen behoorden sinds 1854 exclusief aan het vorstenhuis en vormden met een eigen bestuur een soort staat binnen de staat.
Hendrik LXII werd na zijn dood in 1854 opgevolgd door zijn broer Hendrik LXVII. Onder diens reactionaire bewind werd door staatsminister Eduard Heinrich von Geldern-Crispendorf (1855-1862) de constitutie in 1856 in conservatieve zin gewijzigd. Pas onder zijn opvolger Andreas Paul Adolph von Harbou (1862-1877) kon dit weer worden teruggedraaid.
Het land bleef in de Pruisisch-Oostenrijkse Oorlog van 1866 aanvankelijk neutraal, maar trad reeds op 26 juni van dat jaar vrijwillig toe tot de Noord-Duitse Bond. Door een militaire conventie ging in 1867 het soeverein recht op het gebied van defensie op Pruisen over. Reuss j.l. verloor hiermee ook het recht buitenlandse politiek te bedrijven.

### In het Keizerrijk
Onder Hendrik XIV trad het vorstendom in 1871 toe tot het Duitse Keizerrijk. In de Bondsraad liet het zich vertegenwoordigen door het groothertogdom Saksen-Weimar-Eisenach. Met de gerechtelijke reorganisatie van het Rijk kreeg het in 1877 te Gera een arrondissementsrechtbank.
Sinds de kiesrechthervorming van 1871 bestond de landdag uit 16 afgevaardigden, van wie er één door de vorst van Reuss-Köstritz werd benoemd, drie door de hoogst aangeslagenen en twaalf door de overige mannelijke burgers. Dit werd ter verdediging tegen de sociaaldemocraten in 1912 echter gewijzigd door het aantal afgevaardigden uit algemene verkiezingen van 12 naar 17 te verhogen. Tegelijkertijd werd echter ook een kiesstelsel ingevoerd dat aan een persoon afhankelijk van inkomen, leeftijd en opleidingsniveau tot vijf stemmen toekende.
Hendrik XIV werd na de troonsbestijging van de zwakzinnige Hendrik XXIV in Reuss oudere linie in 1902 ook regent van dat land. Hij werd als zodanig in 1908 opgevolgd door zijn zoon Hendrik XXVII. In 1913 volgde hij zijn vader ook als vorst op in Reuss jongere linie.
Hendrik XXVII deed in de Novemberrevolutie op 11 november 1918 in beide staten afstand van de regering. Reuss j.l. werd een volksstaat en ging in 1919 samen met de oudere linie op in de volksstaat Reuss, die zich echter in 1920 bij Thüringen aansloot.

## Economie
Reuss j.l. kende sinds 1863 vrijheid van uitoefening van een ambacht. Het bezat met Gera het centrum van de textielindustrie in Oost-Thüringen. In 1891 waren er 62 textielfabrieken met een omzet van 50 miljoen mark en 10.834 arbeiders. Verder werden in Gera machines geproduceerd.
Door de sterk groeiende textielindustrie nam de bevolking in het district Gera tussen 1871 (40.721 inwoners) en 1900 (99.594 inwoners) met 144,3% toe. Rond de eeuwwisseling begon echter een periode van stagnatie.

## Bestuurlijke indeling
Het land omvatte de hoofdstad Gera en de steden Köstritz, Ebersdorf, Schleiz, Lobenstein, Saalburg, Tanna en Hirschberg en de exclaves Triebes, Hohenleuben en Pohlen.

## Heersers

### Vorsten
- 1848-1854: Hendrik LXII (1785-1854; zoon van Hendrik XLII van Reuss-Schleiz, regeerde sinds 1818 over Reuss-Schleiz)
- 1854-1867: Hendrik LXVII (1789-1867; broer van Hendrik LXII)
- 1867-1913: Hendrik XIV (1832-1913; zoon van Hendrik LXVII)
- 1913-1918: Hendrik XXVII (1858-1928; zoon van Hendrik XIV)

Zie Huis Reuss voor een uitleg over de nummering van de vorsten.